# Novelle (Goethe)

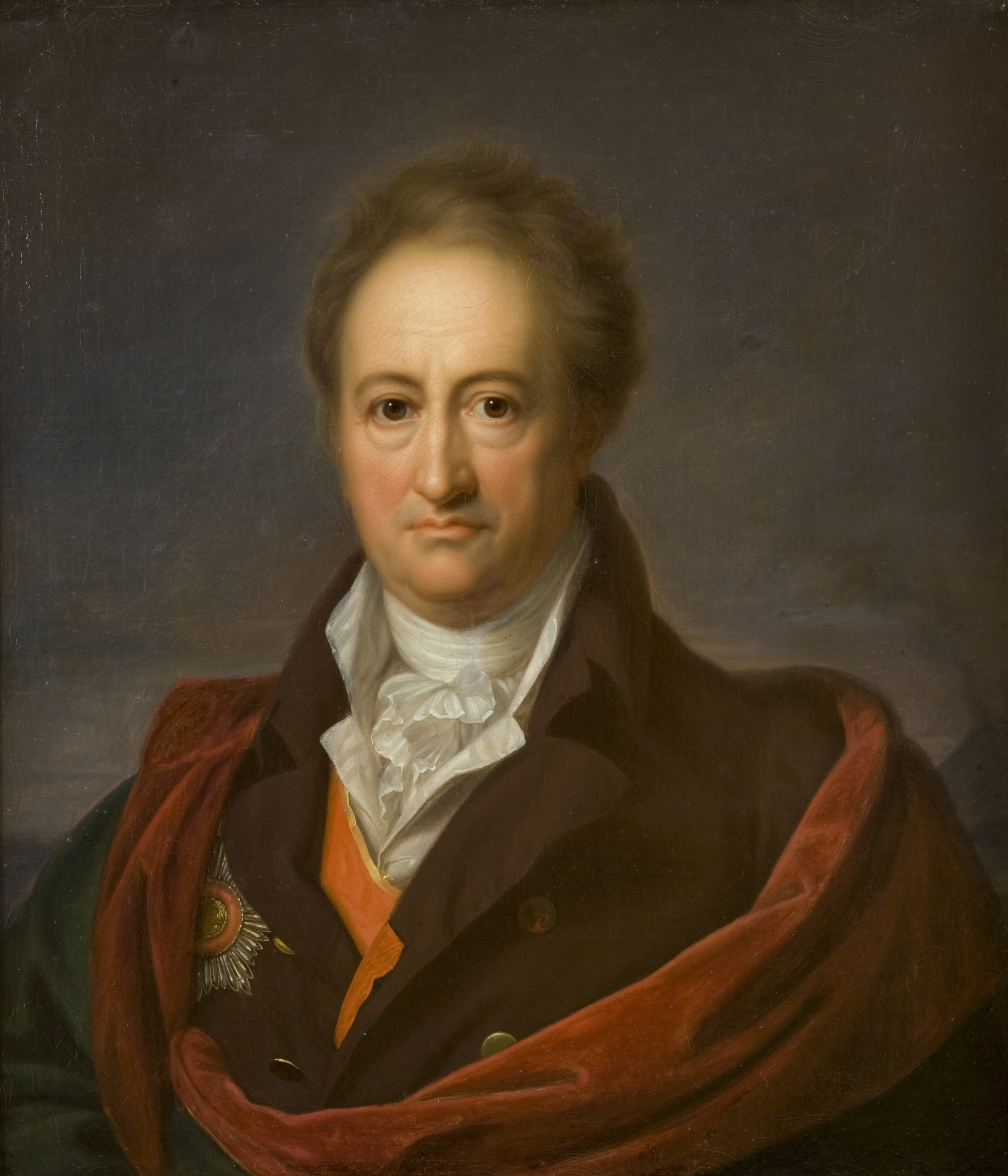
Goethe

Novelle ist eine Prosaerzählung von Johann Wolfgang von Goethe. Am 23. März 1797 als Versepos Die Jagd konzipiert, wurde der Stoff erst im Oktober 1826 und im Januar/Februar 1827 wieder aufgegriffen, in Prosaform neu geschrieben, Anfang 1828 „corrigirt und ajustirt“ und lag im Frühjahr 1828 im Druck vor. Goethe selbst wählte als Titel der Erzählung die literarische Gattungsbezeichnung Novelle.

## Handlung
An einem Herbsttag will der Fürst in den Waldungen seines Fürstentums jagen. Als er sich von der jungen Gemahlin verabschiedet, empfiehlt er ihr einen Spazierritt. Dabei sollen der fürstliche Oheim Friedrich und der Hofjunker Honorio die Fürstin geleiten. Der Fürst reitet mit seinem Jagdgefolge aus dem Schloss, und die Fürstin winkt ihrem Gemahl mit dem Schnupftuch. Alsdann begibt sich die Dame in ein Gemach, an dessen Fenster das treffliche Teleskop auf die uralte, halbverfallene Stammburg auf dem Felsgipfel, umgeben von mächtigen Bäumen, gerichtet ist. Die Fürstin verfolgt den Ritt des Gatten durchs Fernrohr und winkt noch einmal mit dem Schnupftuch. Der alte rüstige Oheim kommt mit einem großen Portefeuille voller Zeichnungen. Er denkt nicht an das Losreiten. Wortreich, untermalt mit den Zeichnungen, erläutert er der Gräfin Restaurierungsarbeiten jener Stammburg. Honorio meldet, das Lieblingspferd der Fürstin sei gesattelt. Die Fürstin möchte sich die Burgruine einfach einmal anschauen, jedoch zunächst durch die Stadt reiten, am Jahrmarkt vorbei. Der Oheim mag nicht. Er reite niemals gern durch Markt und Messe. Die Fürstin kennt die Geschichte von dem Jahrmarktsbrande, dem der Oheim einmal knapp entronnen war, und setzt sich durch. Honorio nimmt das Sehrohr mit. Man reitet hinab. Das Volk, dicht gedrängt auf dem Markt, findet, dass die erste Frau im Lande auch die schönste und anmutigste sei. Die drei Reiter gelangen an ein größeres Brettergebäude, in dem ein Löwe und ein Tiger zur Schau gestellt werden. Der Löwe brüllt zur Fütterungsstunde, der Tiger hingegen liegt ganz ruhig in seinem Kerker.

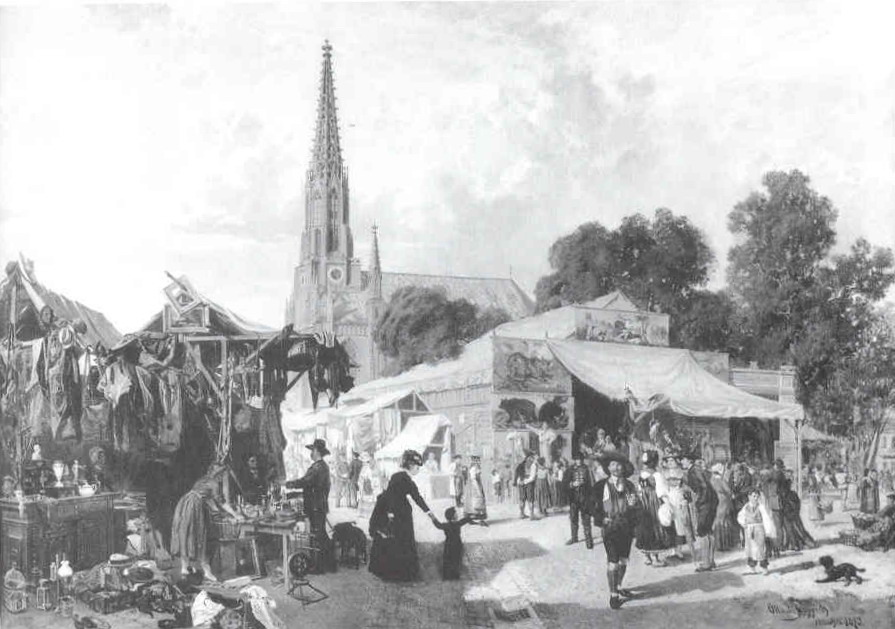
Jahrmarkt, rechts eine Tierbude, 19. Jahrhundert

Es wird schon Mittag, als die drei Reiter sich dem Zielpunkt ihrer Wallfahrt, der mächtigen Ruine, nähern und von einem Aussichtspunkt in einem Bergwald sowohl die nahe Ruine, als auch die inzwischen entfernte Stadt mit der fürstlichen Residenz erblicken. Der Rest der Novelle spielt in dem Bergwald unterhalb der Burgruine beziehungsweise in der Burgruine selbst. Über der Landschaft liegt eine heitere Stille, wie es am Mittag zu sein pflegt. Honorio schaut durch das Sehrohr nach der Stadt und muss konstatieren, auf dem Markte fängt es an zu brennen. Der Oheim will sofort zurück und reitet so eilig, als der Boden erlaubte, den wüsten steinigen Hang hinunter. Die Fürstin möchte mit Honorio dem Oheim folgen. Honorio empfiehlt allerdings langsam zu reiten:
Reiten Euer Durchlaucht, ich bitte, langsam! In der Stadt wie auf dem Schloß sind die Feueranstalten in bester Ordnung, man wird sich durch einen so unerwartet außerordentlichen Fall nicht irre machen lassen.
Als die beiden nach kurzer Zeit in das friedliche Tal einreiten, springt plötzlich ein Tiger heran. Flieht! ruft Junker Honorio der Gräfin zu. Die prescht davon, aber ihr Pferd stürzt. Der Tiger nähert sich der Gräfin, aber Honorio, ganz ritterlich, bewährt sich auf dem Höhepunkt der Novelle und trifft mit der Pistole das Ungeheuer durch den Kopf. Die Fürstin fordert von Honorio: Gebt ihm den Rest. Aber der Tiger ist schon tot.
Da nahen die Besitzer des Raubtiers, Betreiber einer Wandermenagerie und an der reinlich anständigen, doch bunten und seltsamen Kleidung kenntlich gemacht: eine Wärterin, die Schaustellerfrau, und ein Knabe, der eine Flöte in der Hand hält. Die Wärterin beklagt die Ermordung des Tigers ohne Not. Das Jagdgefolge des Fürsten reitet heran, und der Fürst steht vor dem seltsamen, unerhörten Ereignis. Nun dringt auch noch der Vater des Knaben, bunt und wunderlich gekleidet, zum Fürsten vor und verkündet das nächste unerhörte Ereignis: auch der Löwe ist los. Es stellt sich heraus, die Raubkatze lagert bereits seit einiger Zeit oben in der Burgruine bedenklich im Sonnenschein. Der Vater des Knaben bittet den Fürsten, das große Tier auf seine Art einzufangen. Er will den beschlagenen Kasten heraufschaffen, und der Junge soll das Raubtier mit Flötenspiel zunächst besänftigen. Dann soll es in seinen Kerker gelockt werden. Der militärisch erfahrene Fürst bleibt Herr der Lage. Er blickt nieder auf seine Gemahlin, die, an ihn gelehnt, das Schnupftuch hervorzieht und sich damit die Augen bedeckt. Der Fürst gestattet die wunderliche Löwenfangmethode, gibt Honorio der merkwürdigen Situation angemessene Befehle und verlässt zusammen mit der Fürstin den Ort der Handlung. Die Herrschaften reiten mit dem Jagdgefolge hinab in Richtung fürstliche Residenz. Honorio bleibt befehlsgemäß bewaffnet im felsdurchsetzten Wald auf Wache zurück. Der Junge steigt zur Ruine hinauf und beschwichtigt den Löwen, abwechselnd Flöte spielend und die Friedensbotschaft der Novelle singend:
Löwen sollen Lämmer werden,…
Blankes Schwert erstarrt im Hiebe,…
Der Löwe ist an seinen gefegten Kerkerfußboden gewöhnt. In der „freien Wildbahn“ Fürstentum hat sich ein scharfer Dornzweig zwischen die Ballen eingestochen. Der besänftigte Löwe nähert sich dem Knaben mit einiger Beschwerde, legt ihm die schwere rechte Vordertatze auf den Schoß und lässt sich behandeln. Danach flötet und singt der Knabe weiter:
Und so geht mit guten Kindern
Selger Engel gern zu Rat,
Böses Wollen zu verhindern,
Zu befördern schöne Tat.
Honorio, die einzige Person, die durchgängig an oder nahe bei den Orten der Handlung verweilte, kann lächeln und das Gewehr im Schoß ruhen lassen.

## Erläuterungen

### Zur Idee der Erzählung
Goethe selbst verglich im Gespräch mit Johann Peter Eckermann die Erzählung mit einem „Gewächs, das eine Weile aus einem starken Stengel kräftige grüne Blätter nach den Seiten austreibt und zuletzt mit einer Blume endet. Die Blume war unerwartet, überraschend, aber sie mußte kommen; ja das grüne Blätterwerk war nur für sie da und wäre ohne sie nicht der Mühe gewesen.“ Zur Deutung dieses Vergleichs und der Erzählung selbst fuhr er, laut Eckermann, fort:

„Zu zeigen, wie das Unbändige, Unüberwindliche oft besser durch Liebe und Frömmigkeit als durch Gewalt bezwungen werde, war die Aufgabe dieser Novelle, und dieses schöne Ziel, welches sich im Kinde und Löwen darstellt, reizte mich zur Ausführung. Dies ist das Ideelle, dies die Blume. Und das grüne Blätterwerk der durchaus realen Exposition ist nur dieserwegen da und nur dieserwegen etwas wert. Denn was soll das Reale an sich? Wir haben Freude daran, wenn es mit Wahrheit dargestellt ist, ja es kann uns auch von gewissen Dingen eine deutlichere Erkenntnis geben; aber der eigentliche Gewinn für unsere höhere Natur liegt doch allein im Idealen, das aus dem Herzen des Dichters hervorging.“

### Zum Titel
Eckermann diskutierte mit dem Dichter mehrere Vorschläge zu einem Titel, keiner wollte auf das Ganze passen:

„‚Wissen Sie was‘, sagte Goethe, ‚wir wollen es die ‹Novelle› nennen; denn was ist eine Novelle anders als eine sich ereignete unerhörte Begebenheit. Dies ist der eigentliche Begriff, und so vieles, was in Deutschland unter dem Titel Novelle geht, ist gar keine Novelle, sondern bloß Erzählung oder was Sie sonst wollen. In jenem ursprünglichen Sinne einer unerhörten Begebenheit kommt auch die Novelle in den ‹Wahlverwandtschaften› vor.‘“

Die Charakteristik der Novelle als sich ereignete unerhörte Begebenheit wurde berühmt und findet sich in den meisten deutschsprachigen Versuchen zur Definition dieser Gattung.

### Weitere Äußerungen Goethes zurNovelle
„aber eins muß doch noch in der Exposition geschehen. Der Löwe nämlich muß brüllen, wenn die Fürstin an der Bude vorbeireitet; wobei ich denn einige gute Reflexionen über die Furchtbarkeit des gewaltigen Thiers anstellen lassen kann.“

„Indeß gereicht es mir zur angenehmsten Empfindung, daß die ‚Novelle‛ freundlich aufgenommen wird; man fühlt es ihr an, daß sie sich vom tiefsten Grunde meines Wesens losgelöst hat. Die Conception ist über dreyßig Jahre alt.“

## Hörspielbearbeitung
- 1953: Hörspiel mit Oskar Werner (Vorleser), Otto Collin (Fürst), Käthe Gold (Fürstin), Erik Schumann (Honorio), Willy Birgel (Fürst Oheim), Therese Giehse (Die Mutter), Arthur Mentz (Der Vater), Rüdiger Schulzki (Das Kind) u. a. Komposition: Karl Sczuka, Bearbeitung und Regie: Max Ophüls, Produktion: SWF/BR/RB. CD: Der Hörverlag, München 2007, ISBN 978-3-89940-910-9.[3]

## Rezeption
- Nach Wilpert erzählt Goethe distanziert und hochsymbolisch.[4]
- Gottfried Benn macht sich 1937 in der Erzählung Weinhaus Wolf über die Novelle lustig: „… die Löwen sind los – und alles verläuft harmonisch … heute bissen die Tiger.“[5]
- Schulz hebt den poetischen Charakter der Novelle hervor. Ihre paulinische Botschaft sei: Der Mensch wirkt als Ebenbild Gottes.[6]
- Nach Schulz ist die „Atmosphäre stilisiert“[7], und Conrady bringt das Konstruierte der Novelle zur Sprache, indem er sie als „Prosa genauester Kalkulation“[8] bezeichnet. Natürlich weist Conrady auch darauf hin, dass Goethe in seinem Alterswerk Novelle in Sinnbildern zu uns spricht.[9]
- Hannelore Schlaffer[10] macht sich im Kapitel „Anti-Novelle“ ihres Buches zur Novellen-Theorie über den Text lustig. Die Figuren glänzten durch völligen Mangel an Untugend und seien somit brauchbare Exempel für die Entsagungs-These des Verfassers.